# Gilmore (Arkansas)
Gilmore è una città degli Stati Uniti d'America situata nello Stato dell'Arkansas, nella Contea di Crittenden.